# SummerSlam (2002)
SummerSlam 2002 a fost cea de-a cinsprezecea ediție a pay-per-view-ului anual SummerSlam organizat de World Wrestling Entertainment. Evenimentul a avut loc pe 25 august 2002 și a fost găzduit de Nassau Veterans Memorial Coliseum în Uniondale, New York. Sloganul oficial a fost ""Fight"" interpretat de Jim Johnston.

## Rezultate
- Sunday Night Heat: Spike Dudley l-a învins pe Steven Richards (2:35)
  - Dudley l-a numărat pe Richards.
- Kurt Angle l-a învins pe Rey Mysterio Jr. (9:20)
  - Angle l-a făcut pe Mysterio să cedeze cu un "Ankle Lock".
- Ric Flair l-a învins pe Chris Jericho (10:22) 
  - Flair l-a făcut pe Jericho să cedeze cu un "Figure-Four Leglock".
- Edge l-a învins pe Eddie Guerrero (11:50)
  - Edge l-a numărat pe Guerrero după un "Spear".
- The Un-Americans (Lance Storm & Christian) (c) i-a învins pe Booker T & Goldust păstrându-și titlurile WWE Tag Team Championship (9:37)
  - Christian l-a numărat pe Booker T după un "Big Boot" a lui Test.
- Rob Van Dam l-a învins pe Chris Benoit (c), câștigând titlul WWE Intercontinental Championship (16:30)
  - RVD l-a numărat pe Benoit după un "Five-Star Frog Splash".
- The Undertaker l-a învins pe Test (8:18)
  - Undertaker l-a numărat pe Test după un "Tombstone Piledriver".
- Shawn Michaels l-a învins pe Triple H într-un Unsanctioned Street Fight (27:50)
  - Michaels l-a numărat pe Triple H cu un "Jackknife Roll-Up".
  - După meci, Triple H l-a lovit pe Michaels de douo ori cu barosul, obligândul pe acesta să părăsească ringul pe targă.
  - Aceasta a fost revenirea lui Michaels după 4 ani de accidentare.
- Brock Lesnar (însoțit de Paul Heyman) l-a învins pe The Rock (c) câștigând titlul WWE Undisputed Championship (15:50)
  - Lesnar l-a numărat pe The Rock după un "F-5".
  - Acesta este cunoscut ca finalul "erei The Rock".

## Legături externe
- Official 2002 SummerSlam site
- twnpnews.com – SummerSlam